# Organisation des Vertrages über das umfassende Verbot von Nuklearversuchen
Die Organisation des Vertrages über das umfassende Verbot von Nuklearversuchen (CTBTO; engl.: Comprehensive Nuclear-Test-Ban Treaty Organization) wird eine noch zu errichtende Internationale Organisation sein, die mit Inkrafttreten des Kernwaffenteststopp-Vertrages (CTBT) ihre Arbeit aufnehmen und sodann die Einhaltung dieses Vertrages überwachen soll. Damit der Vertrag in Kraft treten kann, müssen mindestens 44 sogenannte nuklearfähige Staaten ratifizieren.

## Vorbereitungskommission CTBTO PrepCom
Bis zum Inkrafttreten des CTBT ist seit 1997 die Vorbereitungskommission für die Organisation des Vertrages über das umfassende Verbot von Nuklearversuchen (CTBTO PrepCom); (engl.: Preparatory Commission for the Comprehensive Nuclear-Test-Ban Treaty Organization, kurz: CTBTO Preparatory Commission) mit Sitz im Vienna International Centre (VIC) in Wien, Österreich damit beauftragt, ein weltweites Kontrollnetz aufzubauen. Robert Floyd aus Australien leitet die Organisation.
Dazu betreibt die Kommission zwei Arbeitsgruppen:
Arbeitsgruppe A
für den jährlichen Finanzhaushalt, Mitarbeiterfragen, Rechtsangelegenheiten, Personalwesen.
Arbeitsgruppe B
für die Verifikation der Einhaltung des Vertrages. Dies umfasst den Aufbau und den Betrieb des Internationalen Überwachungssystems (International Monitoring System, IMS), des Internationalen Datenzentrums (International Data Centre, IDC), die Vorbereitung und später die Steuerung von Vor-Ort-Inspektionen (On-Site Inspections, OSI) und die Erarbeitung und Pflege der jeweiligen Handbücher.
Des Weiteren umfasst die Vorbereitungskommission das Provisorische Technische Sekretariat (Provisional Technical Secretariat, PTS), welches die Vorläuferorganisation für ein technisches Sekretariat darstellt, bis der CTBT komplett in Kraft tritt.
Die Vorbereitungskommission wurde durch Beschluss der Unterzeichnerstaaten des CTBT vom 19. November 1996 gegründet und genießt den Status einer Internationalen Organisation. Trotz enger Beziehungen zu den Vereinten Nationen ist sie keine UN-Sonderorganisation. Mit Inkrafttreten des CTBT und Errichtung der CTBTO wird die Vorbereitungskommission aufgelöst.

## Aufgaben

### Überwachung

CTBTO Messstation auf Tristan da Cunha, bestehend aus Seismometer, Infraschall- und Radionuklidsensoren

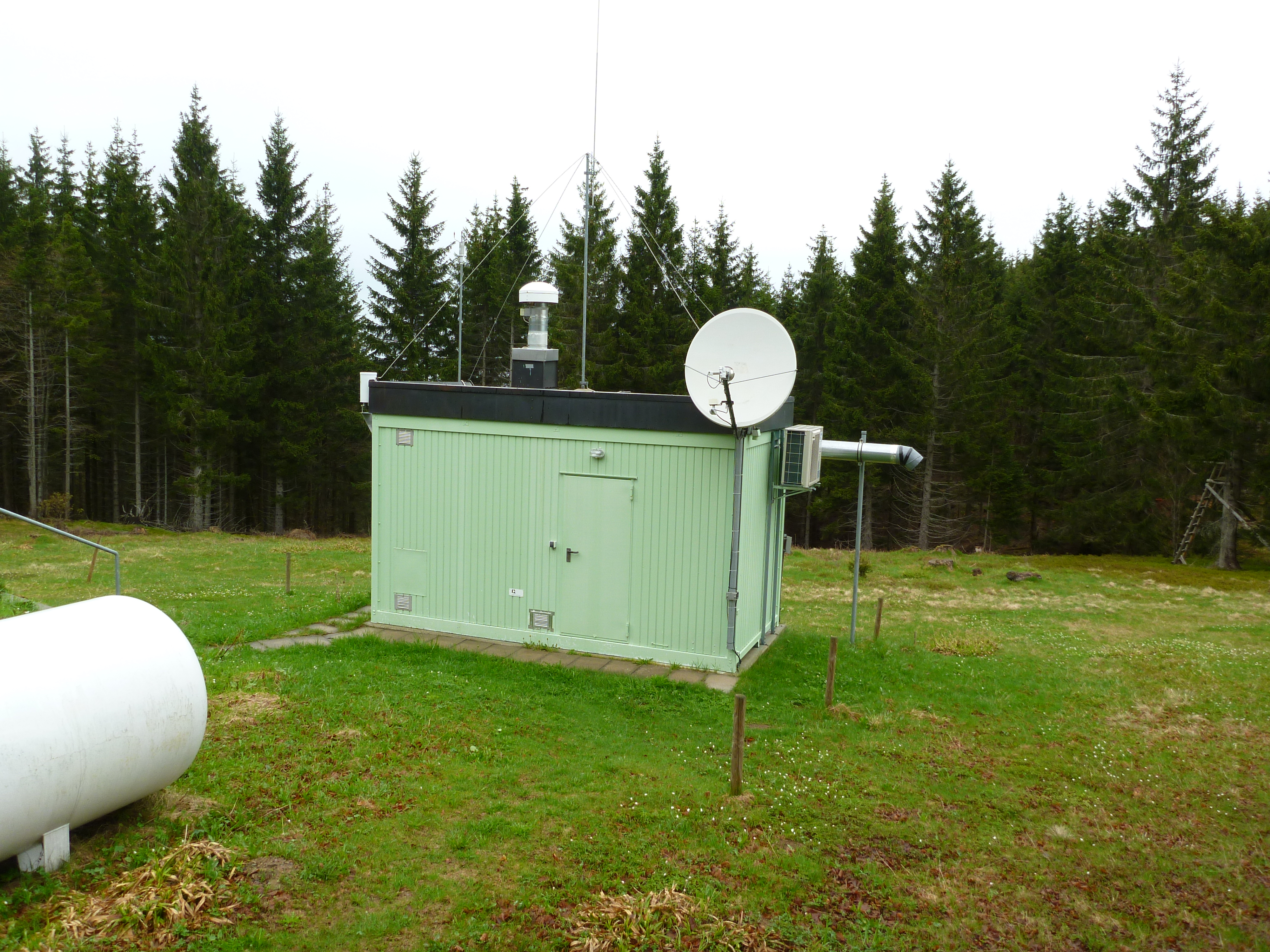
CTBTO Radionuklid-Messstation auf dem Berg Schauinsland in Deutschland

Das internationale Überwachungssystem IMS (International Monitoring System) soll aus folgenden vier weltweiten Messnetzen bestehen:
- 50 primäre und 120 sekundäre seismologische Messstationen, deren Technologie im Stande ist, nukleare Explosionen von Erdbeben oder anderen Erschütterungen zu unterscheiden. Primäre Messstationen liefern dabei ständig Daten, während sekundäre Stationen nur auf Anfrage Daten übermitteln.

- 11 Stationen zur Hydroakustiküberwachung, welche die Ozeane mit speziellen Sensoren nach Schallwellen abhören.

- Über ein Netzwerk von 60 Infraschallstationen werden mittels hochempfindlicher Barometer für das menschliche Ohr nicht mehr als Schall wahrnehmbare Luftdruckschwankungen gemessen. Jede Station soll mit mindestens vier Barometern ausgestattet sein, die auf einem Gebiet mit einem Durchmesser von ca. 2,5 Kilometern verteilt sind. Jedes einzelne Barometer registriert noch Druckunterschiede von nur einem Milliardstel des normalen Atmosphärendrucks. Durch die räumliche Verteilung dieser extrem empfindlichen Barometer können selbst schwächste Signale noch erfasst werden. Schallwellen, die von Überschallflugzeugen beim Durchstoßen der Schallmauer entstehen, können eindeutig von Testversuchen mit Kernwaffen unterschieden werden.

- 80 Stationen mit Radionukliddetektoren erfassen spezielle, nur bei Atombombenexplosionen freigesetzte radioaktive Partikel, 40 dieser Stationen überwachen darüber hinaus die Konzentration radioaktiver Edelgase[5]

Alle Daten werden in Wien im Internationalen Datenzentrum (IDC) zusammengeführt, gespeichert und ausgewertet.
Bis August 2021 waren bereits über 321 von insgesamt 337 Messstationen (etwa 90 %) fertig installiert und funktionsfähig. Mit der Einrichtung und Wartung der seismologischen und infraakustischen Anlagen in Deutschland ist die Bundesanstalt für Geowissenschaften und Rohstoffe (BGR) in Hannover beauftragt. Die radiologische Messstation auf dem Schauinsland wird vom Bundesamt für Strahlenschutz betrieben.

### Nordkoreanische Atomwaffentests 2006 und 2009
Am Morgen des 9. Oktober 2006 führte Nordkorea im Nordosten des Landes einen Atomwaffentest durch. Das internationale Überwachungssystem der CTBTO erfasste die Explosion mit 22 seismischen Stationen. Innerhalb von zwei Stunden erhielten die CTBTO Mitgliedstaaten erste Informationen über Zeitpunkt, Ort und Stärke der Explosion. Zwei Wochen später erfasste eine Radionuklid-Messstation in Yellowknife, Kanada, Spuren eines radioaktiven Isotops des Edelgases Xenon in der Luft. Mit Hilfe atmosphärischer Transportberechnungen konnte Nordkorea als einzig möglicher Ursprungsort des Edelgases eingegrenzt werden. Die Anwesenheit von radioaktivem Xenon ist ein Nachweis für eine atomare Explosion.
Nordkorea führte am 25. Mai 2009 einen zweiten Atomwaffentest durch. Deutlich mehr seismische Stationen der CTBTO - 61 - registrierten das Ereignis im Vergleich zu 2006, einerseits aufgrund der stärkeren Explosion und andererseits durch den Fortschritt beim Aufbau der Messstationen. Die Fläche für eine potenzielle Vor-Ort Inspektion konnte daher genauer eingegrenzt werden: Im Jahr 2009 betrug diese Fläche 264 km² im Vergleich zu 880 km² im Jahr 2006.

### Zivile Anwendungen
Die Messdaten des IMS sind auch für zivile und wissenschaftliche Anwendungen, neben dem eigentlichen Vertragszweck, interessant. Durch die hochsensiblen Monitoringsysteme und das eigene Datenübertragungsnetz kann die CTBTO wertvolle Daten für Tsunami-Warnorganisationen bereitstellen, insbesondere seismische Daten. Ein entsprechender Beschluss zur Regelung dieser Datenweitergabe wurde im Jahr 2006 gefasst. Aufgrund relevanter Abkommen haben zurzeit Tsunamiwarnzentren in 8 zumeist indopazifischen Ländern direkten Zugriff auf betreffende CTBTO Messdaten.
Während der Nuklearkatastrophe von Fukushima im Frühjahr 2011 erfassten über 40 CTBTO-Radionuklid-Stationen die globale Ausbreitung von radioaktiven Isotopen aus dem zerstörten Kernkraftwerk in Japan. Auch der Airburst des Meteor von Tscheljabinsk konnte von Infraschallmessstellen detektiert werden.
CTBTO-Messdaten sind allen 183 Mitgliedstaaten zugänglich. Zurzeit machen über 1200 wissenschaftliche und akademische Institutionen in 120 Staaten von diesem Angebot Gebrauch.
Die erhobenen Messdaten können darüber hinaus Anwendung in einer Vielzahl von Bereichen finden, unter anderem in der zivilen Luft- und Schifffahrt, bei der Erforschung der Ozeane, von Vulkanen oder des Klimawandels.

### Untersuchungen vor Ort
Das Provisorische Technische Sekretariat (PTS) bereitet auch mögliche vor-Ort-Untersuchungen (englisch On-site Inspections) vor, um nach Inkrafttreten des Vertrages bei Verdacht auf eine Vertragsverletzung die Natur verdächtiger Ereignisse zu untersuchen. Mit verschiedenen Methoden kann dann innerhalb kurzer Zeit vor Ort nach den Spuren von Atomwaffentests gesucht werden, wobei aber verschiedene vertragliche Vorgaben einzuhalten sind.
Die Technische Sekretariat selbst entscheidet nicht über Vertragsverletzungen, sondern ist beauftragt, den Mitgliedsstaaten alle Daten und Auswertungen zur Beurteilung eventueller Ereignisse zur Verfügung zu stellen. Falls diese zur Auffassung gelangen, dass eine Vertragsverletzung vorliegt, können sie geeignete Maßnahmen im Rahmen des internationalen Rechts empfehlen, und den Fall an die Vereinten Nationen weiterleiten. Diese Regelungen werden erst nach Inkrafttreten gültig.